# Branko Gavella
Branko Gavella (Zagreb, 28. srpnja 1885. – Zagreb, 8. travnja 1962.), bio je hrvatski redatelj, teatrolog i kazališni pedagog.

## Životopis
Branko Gavella rođen je u Zagrebu 1885. godine. Maturirao je u Klasičnoj gimnaziji u Zagrebu 1903. godine. Filozofiju, germanistiku i slavistiku studirao je u Beču. U Beču je i doktorirao 1908. godine. Od 1909. godine bio je zaposlen u zagrebačkoj Sveučilišnoj knjižnici. Pisao je kazališne kritike u dnevniku Agramer Tagblatt, a 1914. godine prvi puta režirao je u HNK. Poticao je osnivanje glumačke škole, ravnao je dramom HNK i postavljao svoje najbolje predstave, te realizirao brojna djela opernoga repertoara. Osobito se zalagao za scensko izvođenje hrvatske dramske baštine. Režirao je u godinama nakon Drugoga svjetskoga rata u Bratislavi, Ostravi i Ljubljani, a od 1949. godine ponovno je u svom rodnom gradu, a 1950. godine preustrojio je zagrebačku Zemaljsku glumačku školu u Akademiju za kazališnu umjetnost (danas ADU).
Godine 1953. pokrenuo je utemeljenje Zagrebačkog dramskog kazališta (danas Gradsko dramsko kazalište Gavella). Režirao je oko 270 dramskih, opernih i operetnih djela, a napisao je knjige: Hrvatsko glumište, Glumac i kazalište i Književnost i kazalište). Branko Gavella jedan je od najvećih umjetnika što ih je imala hrvatska pozornica. Stvaratelj i teoretičar, organizator i pedagog, redatelj, prevoditelj i publicist koji svojim nezaobilaznim djelom postao je pojmom i simbolom cijeloga kazališnoga razdoblja. Bio je redoviti član JAZU od 1961. godine u Razredu za filologiju.
Kći Branka Gavelle poznata je hrvatska romanistica Ivana Batušić, unuk akademik i teatrolog Nikola Batušić i unuka Yvonne Vrhovac profesorica francuskog.

## Djela
- Hrvatsko glumište: analiza nastajanja njegova stila, Zora, Zagreb, 1953. (Grafički zavod Hrvatske, Zagreb, 1982.)
- Glumac i kazalište, Sterijino pozorje, Novi Sad, 1967. (na slov. jeziku Igralec in gledališće, Ljubljana, 1968.)
- Književnost i kazalište, Matica hrvatska, Zagreb, 1970.
- Eseji, studije, kritike / Albert Haler, Mihovil Kombol, Branko Gavella, Ljubomir Maraković, (prir. Nikola Batušić i Dubravko Jelčić), Pet stoljeća hrvatske književnosti, knj. 86, Zora-Matica hrvatska, Zagreb, 1971.
- Drama i teatr, Moskva, 1976.
- Teorija glume, (prir. Nikola Batušić i Marin Blažević), Centar za dramsku umjetnost, Zagreb, 2005.
- Dvostruko lice govora, (prir. Sibila Petlevski), Centar za dramsku umjetnost, Zagreb, 2005.

## Zanimljivost
S Franjom Bučarom kao nogometni sudac sudio je prvu prvenstvenu utakmicu na području današnje Hrvatske, odigranu između Croatie i Zagreba u rujnu 1912. godine.

## Vanjske poveznice
- Gavella, Branko Hrvatska enciklopedija. LZMK
- Leksikon Marina Držića: Gavella, Branko (autor: Nikola Batušić)
- Gradsko dramsko kazalište »Gavella« – dr. Branko Gavella
- [neaktivna poveznica]